# Route nationale 9 (France métropolitaine)
Pour les articles homonymes, voir N9 et Route nationale 9.
La route nationale 9, ou RN 9, est une route nationale française ayant relié à son apogée Moulins à la frontière franco-espagnole, au col du Perthus, via Clermont-Ferrand, Saint-Flour, Millau, Béziers et Perpignan. Elle est une des grandes liaisons radiales traversant le Massif central et est supplantée par l'autoroute A75 sur une grande partie de son parcours.
Le décret du 5 décembre 2005 a entraîné son transfert quasi-intégral aux départements. En 2006, il ne subsistait plus que deux sections représentant 23 kilomètres (réduits en 2014 à 21 km) : la traversée de Massiac, ainsi que la section entre Pézenas et Béziers.
Depuis la mise aux normes autoroutières de la déviation de Pézenas achevée en 2016, il ne subsiste plus que le tronçon de deux kilomètres correspondant à la traversée de Massiac.

## Historique

### Création de la route
La route nationale 9 a été créée en 1824, définie comme étant « la route de Paris à Perpignan et en Espagne », embranchement de la nationale 7 de Paris à Antibes partant de Moulins, « et comprenant un embranchement dirigé de Gannat sur Vichy ». D'une longueur de 597,788 km, sa répartition par département est la suivante :
- 58,384 km dans l'Allier (via Moulins, Saint-Pourçain et Gannat)[3] ;
- 88,576 km dans le Puy-de-Dôme (via Aigueperse, Riom, Clermont, Vayre (actuellement Veyre-Monton), Yssoire (Issoire) et Saint-Germain)[4] ;
- 15,920 km en Haute-Loire (via Lempde, actuellement Lempdes-sur-Allagnon)[5] ;
- 55,772 km dans le Cantal (via Massiac et Saint-Flour)[6] ;
- 75,053 km en Lozère (via Saint-Chély, Aumont, Marvejols, Chirac, « à l'ouest et près de la Canourgue »)[7] ;
- 72,317 km dans l'Aveyron (via Séverac, Compeyre, Milhau (actuellement Millau) et la Cavalerie)[8] ;
- 110,133 km dans l'Hérault (via Le Caylar, Lodève, Clermont-de-Lodève (actuellement Clermont-l'Hérault), Pézenas et Béziers)[9] ;
- 50,666 km dans l'Aude (via Narbonne, Sigean et Fitou)[10] ;
- 54,126 km dans les Pyrénées-Orientales (via Salses, Perpignan et le Boulou)[11].

Ce kilométrage comprend l'embranchement de Gannat sur Vichy (16,841 km).
Une loi du 16 avril 1930 autorise le classement de 40 000 km de routes départementales et communales dans la voirie nationale. La circulaire du 8 septembre 1933, parue dans le Journal officiel de la République française le 14 septembre 1933, définit trois antennes à la route nationale 9 :
- la RN 9A, annexe de Gannat à Vichy (qui est en fait une renumérotation de la RN 9BIS) ;
- la RN 9B, annexe de Sigean ;
- la RN 9C, annexe de Rivesaltes au Barcarès.

### Déclassements
La mise en service progressive de la voie express au sud de Clermont-Ferrand, et surtout celle de l'autoroute A75, a entraîné le déclassement de la route nationale 9 historique. La RN 9 est devenue la D 978 entre Pérignat-lès-Sarliève et La Sauvetat, puis la D 797 jusqu'à Coudes, la D 716 à Issoire et la D 909 au sud d'Issoire.
Le classement de la voie express RN 9 en autoroute A75 est officialisé par un décret du 4 mars 1991 entre Pérignat-lès-Sarliève et l'échangeur de Saint-Flour-Sud (commune de Saint-Georges). 
Le décret no 2005-1499 du 5 décembre 2005 ne conserve dans le réseau routier national que la section comprise « entre l'autoroute A 75 et la rocade nord de Béziers ». Toutes les autres sections sont reversées aux départements qui ont désormais la charge de gérer les sections de routes déclassées.
Dans le département de l'Allier, la route nationale 9 est déclassée sur la quasi-intégralité de son parcours. Elle devient la D 2009.
Dans le département du Puy-de-Dôme, la RN 9 est déclassée également sur la quasi-intégralité de son parcours. Elle devient la D 2009, sauf la traversée d'Aigueperse qui devient la D 2019, la traversée de Riom la D 2029, et la sortie sud-est de Clermont-Ferrand la D 2099. La D 2009 reprend les anciennes D 448 (contournement d'Aigueperse), D 447 (contournement de Riom par l'est) et une partie de la D 21 à Clermont-Ferrand.
Dans le département de la Lozère, les RN 9 (2,054 km) et 2009 (62,161 km) sont déclassées. Elles deviennent la D 809.
Dans le département de l'Aveyron, la RN 9 (entre les échangeurs 45 et 47 de l'autoroute A75) et le giratoire des Marteliez, à Sévérac-le-Château, correspondant à la RN 2009, sont déclassées. La RN 9 déclassée s'appelle dans sa globalité D 809, sauf le tronçon qui avait été reclassé entre l'échangeur 45 de l'autoroute A75 et Millau qui redevient la D 911.
Dans le département de l'Hérault, la RN 9 (en partie) ainsi que les RN 509, RN 1009 et RN 2009 sont déclassées. À l'exception de la section entre Pézenas et Béziers du fait que l'autoroute A75 n'était pas achevée, la RN 9 est devenue la D 609.
Dans le département de l'Aude, les RN 9 et 139 sont déclassées. Elles deviennent respectivement D 6009 et D 6139.
Dans le département des Pyrénées-Orientales, les RN 9 et 139 sont déclassées dans leur intégralité. La RN 9 devient la D 900.
En 2006, il ne subsistait plus que deux sections représentant 23 kilomètres (réduits en 2014 à 21 km) : la traversée de Massiac, permettant de relier la RN 122 à l'A75 et assurant une continuité routière nationale entre Aurillac et Clermont-Ferrand, ainsi que la section entre Pézenas et Béziers, qui n'a pas été déclassée en 2006 car l'A75 n'était pas achevée.
Depuis la mise aux normes autoroutières de la déviation de Pézenas, il ne subsiste alors plus que le tronçon correspondant à la traversée de Massiac.

## Rôle et trafic

### Trafic
Certaines sections sont classées route à grande circulation selon le décret no 2010-578 du 31 mai 2010 modifiant le décret no 2009-615 du 3 juin 2009 :
- dans l'Allier : entre les RD 528 et 945 à Moulins, entre la RN 79 à Chemilly et Gannat[22] ;
- dans le Puy-de-Dôme : entre Saint-Genès-du-Retz et la RD 402 à Cébazat ainsi qu'entre la RD 771 à Clermont-Ferrand et la RD 2089 à Aubière[23] ;
- dans le Cantal : entre Massiac et Loubaresse (limite du département)[24] ;
- en Lozère : sur l'intégralité de son parcours[25] ;
- dans l'Aveyron : sur l'intégralité de son parcours[26] ;
- dans l'Hérault : au Caylar, entre la RD 619 au Bosc et la RD 609E1 à Lodève, entre la RD 908 à Ceyras et la RD 913 à Pézenas, entre Lespignan et la RD 64 à Béziers, à Nissan-lez-Enserune[27] ;
- dans l'Aude : sur l'intégralité de son parcours[26] ;
- dans les Pyrénées-Orientales : sur l'intégralité de son parcours[23].

### Exploitation
Lors de la création des directions interdépartementales des Routes (DIR) en 2006, trois sections de la route nationale 9 sont gérées par la DIR Massif Central :
- la section située dans le département du Cantal « entre l'échangeur avec l'autoroute A75 au niveau des demi-échangeurs 23 et 24 et le croisement avec la route nationale 122 à Massiac », c'est le seul tronçon subsistant ;
- la section située dans le département de la Lozère, au Monastier « entre le croisement avec la route nationale 1075 et le croisement avec la route nationale 88 » ;
- la section située dans le département de l'Hérault, « entre son prolongement par l'autoroute A75 à Pézenas et le croisement avec la route nationale 334 à Béziers ».

Les autres sections déclassées sont gérées par les conseils départementaux.
Depuis le 1er janvier 2019, les sections des routes départementales 2009 (voie express et traversée urbaine de Clermont-Ferrand), 2099 (sortie sud-est de Clermont-Ferrand) et 978 (traversée de Pérignat-lès-Sarliève) sont gérées par Clermont Auvergne Métropole. Ces routes sont désormais classées dans la voirie métropolitaine et sont respectivement devenues M 2009, M 2099 et M 978.

## Tracé

### De Moulins à Clermont-Ferrand

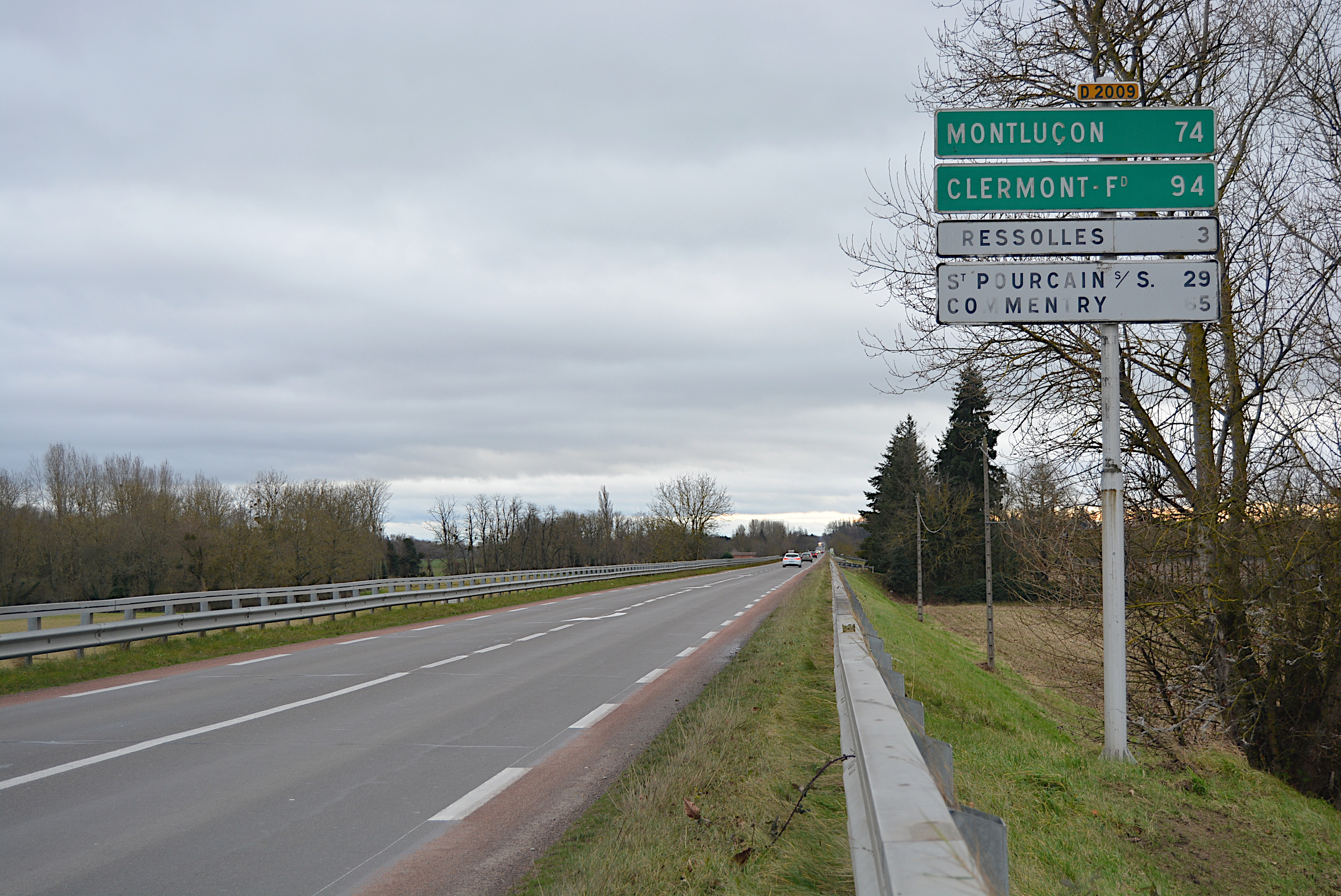
La route départementale 2009 à la sortie sud de Moulins.

La route nationale 9 assure le prolongement de la route nationale 7 vers l'Espagne via Clermont-Ferrand. La route longe d'abord l'Allier (au droit de la réserve naturelle nationale du val d'Allier) jusqu'à Saint-Pourçain-sur-Sioule (jusque-là parallèle à la RN 7) puis la Sioule (rive droite).
À partir de Gannat, la route traverse la plaine de la Limagne et est dédoublée par l'autoroute A71.
Les communes traversées étaient :
- Moulins (km 0)
- Les Bassets, commune de Bressolles (km 5)
- Chemilly (km 9)
- Tilly, commune de Châtel-de-Neuvre
- Châtel-de-Neuvre (km 18)
- Monétay-sur-Allier
- Contigny
- Saint-Pourçain-sur-Sioule (km 33)
- Bayet
- Broût-Vernet
- Le Mayet-d'École (km 51)
- Saulzet (km 55)
- Gannat (km 60)
- Saint-Genès-du-Retz
- Montpensier (km 67)
- Aigueperse (déviée, km 69)
- Aubiat
- Le Cheix (km 76)
- Cellule, commune déléguée de Chambaron sur Morge
- Riom (km 87)

À partir de Riom, la route est aménagée à 2×2 voies.
- Ménétrol
- Châteaugay
- Les Fourches, commune de Cébazat (km 94)
- Clermont-Ferrand (km 97)

#### Contournement d'Aigueperse
- Carrefour giratoire  avec la RD 2019 vers Aigueperse
- Carrefour giratoire  avec la RD 984 vers Aigueperse, Effiat, Randan et le château d'Effiat
- D 12 vers Bussières-et-Pruns, Thuret
- Carrefour giratoire avec la RD 2019 vers Aigueperse

#### Contournement Est de Riom et voie express
- Carrefour giratoire avec 5 départementales :
  - D 2009 (Moulins, Vichy, Gannat, Aigueperse)
  - D 2144 (Montluçon, Saint-Éloy-les-Mines, Combronde, Saint-Bonnet-près-Riom)
  - D 446 (contournement ouest)
  - D 211 (Randan, Thuret, Pessat-Villeneuve)
  - D 2029 (Riom-centre, cette dernière étant la RN 9 d'origine)
- Carrefour giratoire D 2009 / A71 A89 (Paris, Vichy, Bordeaux, Lyon)
- D 224 : Ennezat, Maringues
- D 78 : Chappes
- D 6 : Ménétrol, Saint-Beauzire
- Échangeur entre RD 2009, RD 2029 et RD 446
- D 763/D 402C : Pompignat par D 402C, ZAE des Graviers par D 763 (PR 27)
- D 402 : Gerzat, Ladoux, Parc Logistique Clermont Auvergne
- D 2 : Cébazat, Hôpital Nord, Gerzat (interdit aux poids lourds de plus de 3,5 tonnes)

### De Clermont-Ferrand à Béziers
À partir de Clermont-Ferrand la route se confond avec l'autoroute A75 jusqu'à Pézenas. Le long de l'autoroute il existe des sections de dégagement qui correspondent à l'ancienne nationale 9.

#### De Clermont-Ferrand à Saint-Flour
Les communes traversées sont :
- Clermont-Ferrand

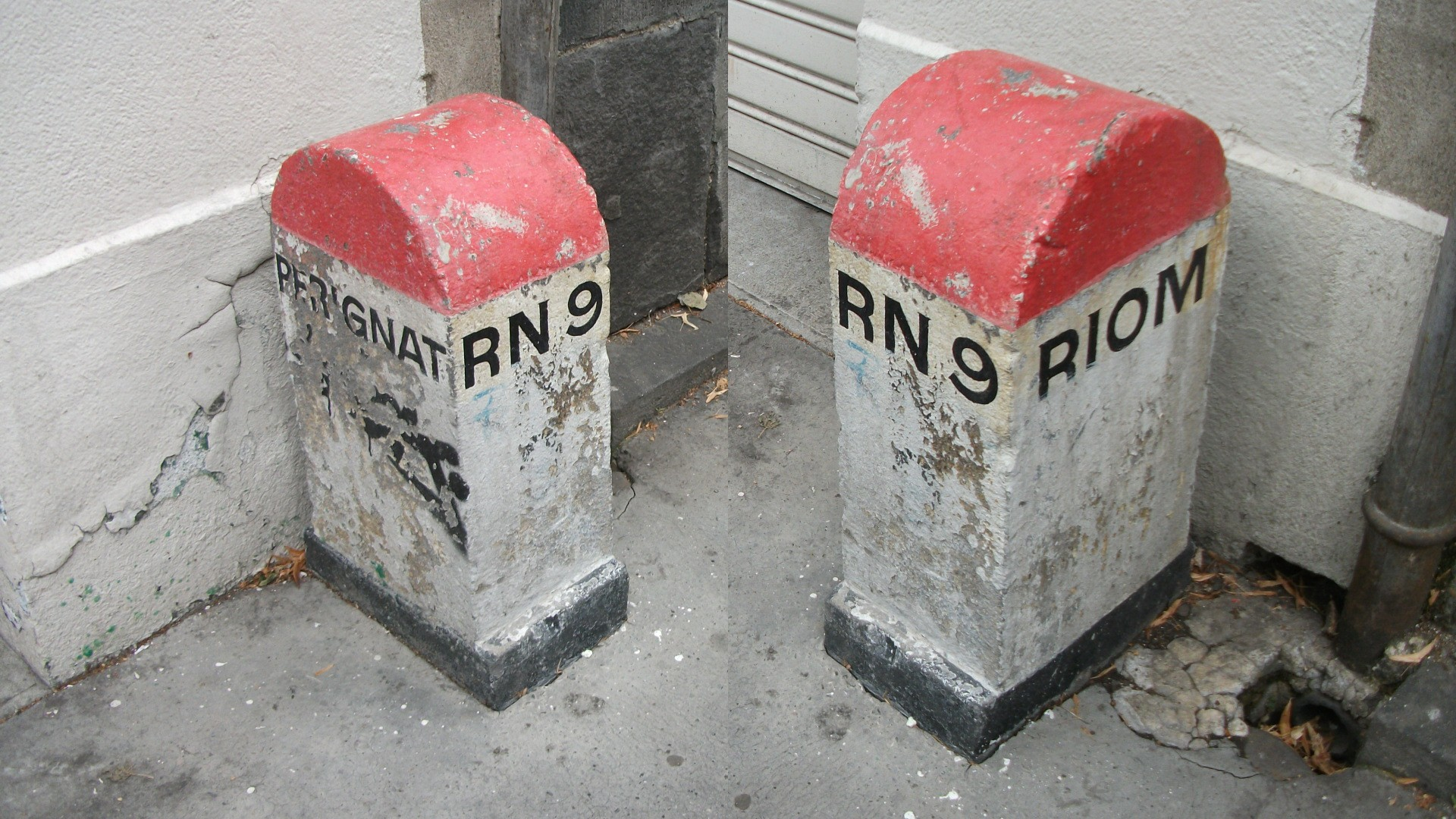
Borne de la RN 9 indiquant Pérignat et Riom, en place boulevard Gergovia en juillet 2011.

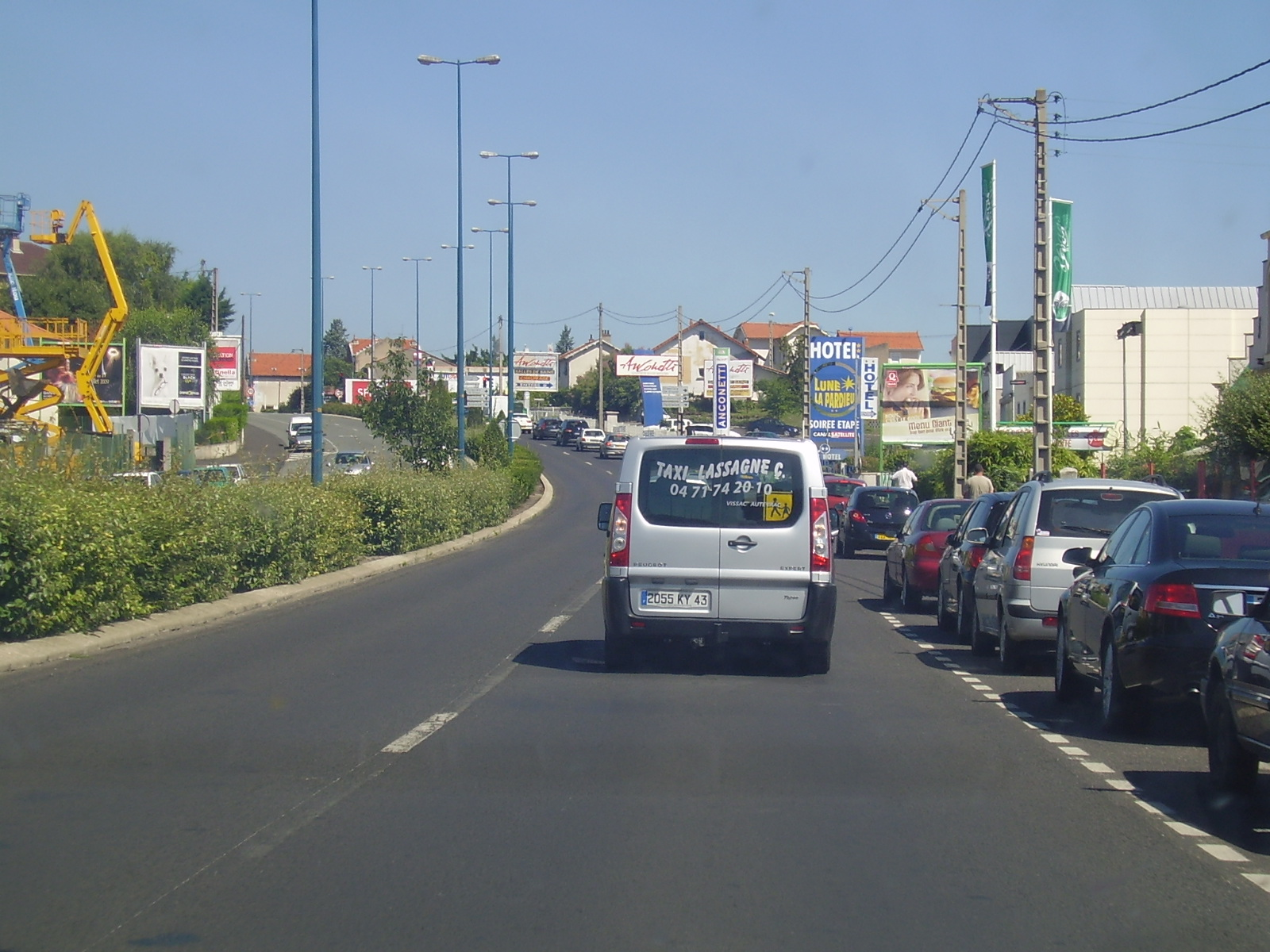
Cette voie n'a pas fait partie de la RN 9, mais de la RD 21, que la RD 2009 a repris après les déclassements. Boulevard Gustave-Flaubert, à Clermont-Ferrand, en août 2009.

- Aubière (km 100) : Avenue du Roussillon
- Pérignat-lès-Sarliève (D 978)
- Noalhat, commune de La Roche-Blanche
- Orcet (D 978)
- Veyre-Monton (D 978)
- La Sauvetat
- Authezat (D 797)
- Montpeyroux (D 797 et accès D 797C)
- Coudes (D 797)
- Sauvagnat-Sainte-Marthe
- Saint-Yvoine
- Issoire (km 130)
- Le Broc
- Saint-Germain-Lembron
- Vichel
- Moriat
- Lempdes-sur-Allagnon
- Léotoing
- Grenier-Montgon
- Massiac (km 172)
- Saint-Mary-le-Plain
- Vieillespesse
- La Fageole, commune de Vieillespesse
- col de la Fageole
- Coren
- Saint-Flour (km 202)

#### De Saint-Flour à Millau
Lors de la mise en service de la section de l'A75 franchissant le Viaduc de Millau, on modifia le tracé de la RN 9 au nord de Millau. En remplacement de l'ancien tracé passant par Aguessac, on décida de reclasser en RN la RD 911 entre la sortie autoroutière établie au nord du viaduc (échangeur 45 de Saint-Germain) et la ville de Millau. Deux ans après cette opération, la réforme de 2006 a rendu ce classement caduc.
Les communes traversées sont :
- Saint-Georges
- Anglards-de-Saint-Flour
- Viaduc de Garabit
- Lair, commune déléguée de Val d'Arcomie
- La Bessaire, commune déléguée de Val d'Arcomie
- Loubaresse, commune déléguée de Val d'Arcomie
- La Garde, commune d'Albaret-Sainte-Marie
- Saint-Chély-d'Apcher (km 236)
- Pont Archat, commune de Rimeize
- Aumont-Aubrac, commune déléguée de Peyre en Aubrac (km 247)
- Le Buisson
- Marvejols (km 269)
- Chirac, commune déléguée de Bourgs sur Colagne
- Le Monastier-Pin-Moriès, commune déléguée de Bourgs sur Colagne
- Imbèque, commune de La Canourgue
- Banassac, commune de Banassac-Canilhac
- Sévérac-le-Château, commune déléguée de Sévérac d'Aveyron (km 310)
- Verrières
- Aguessac
- Millau (km 341)

#### De Millau à Béziers

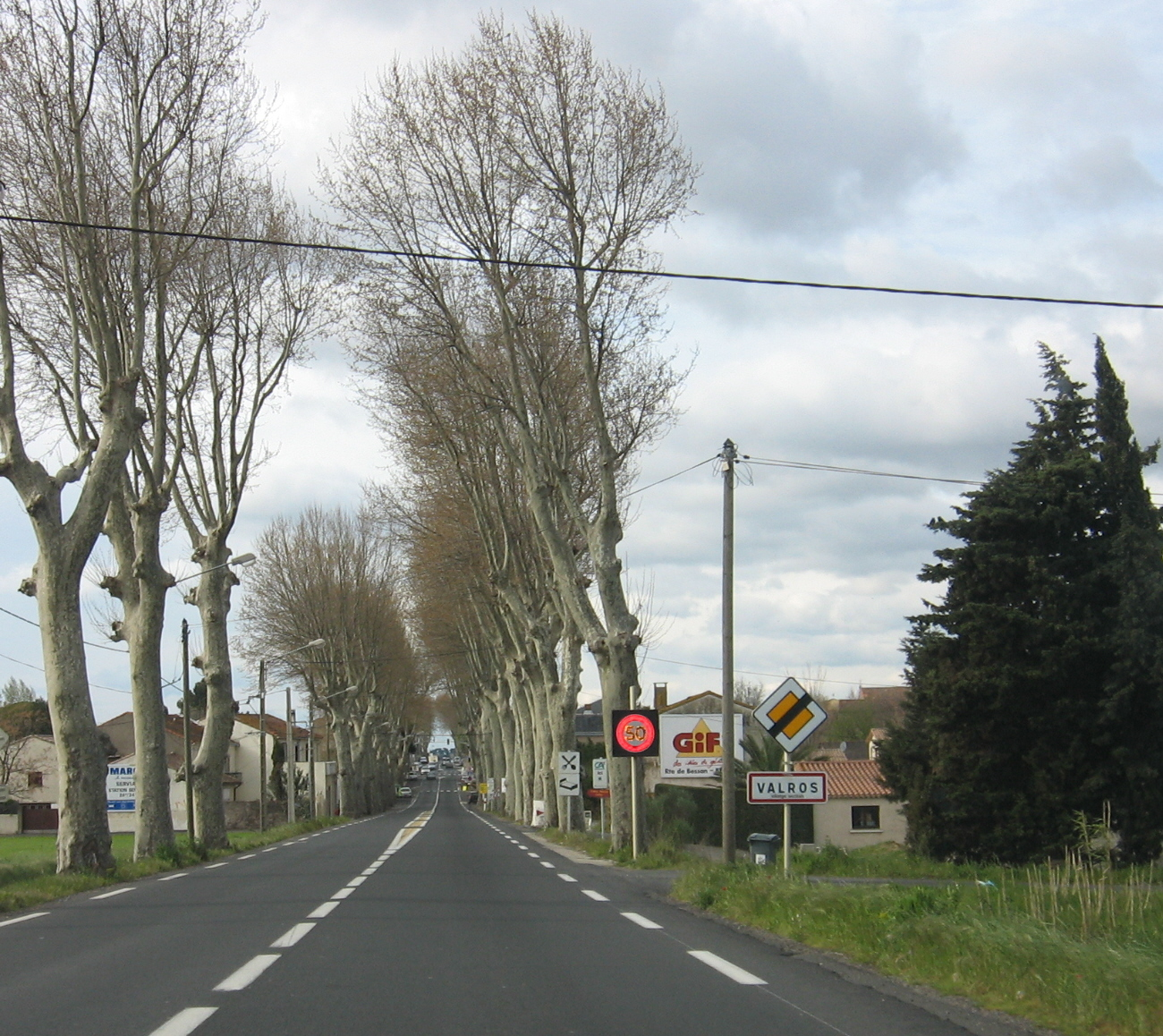
Traversée de Valros (Hérault)

La route nationale 9 reprend ses droits à partir de Clermont-l'Hérault bien qu'elle soit longée par l'A75 depuis cette localité jusqu'à Béziers. Elle quitte les Causses et plonge vers la Méditerranée.
Les communes traversées sont :
- La Cavalerie (km 359)
- L'Hospitalet-du-Larzac
- Le Caylar (km 381)
- Saint-Félix-de-l'Héras (reprise par l'A75)
- Pégairolles-de-l'Escalette (reprise par l'A75), le franchissement du Pas de l'Escalette est désormais inaccessible
- Lodève (km 399)
- Ceyras
- Clermont-l'Hérault (km 418)
- Nébian
- Aspiran
- Paulhan
- Nizas (sur une centaine de mètres)
- Lézignan-la-Cèbe
- Pézenas (km 439)
- Tourbes
- Valros
- Servian
- Béziers (km 464)

De Millau à La Cavalerie, on trouve une 2x2 voies non dénivelée, donc probablement assez ancienne et construite avant l'irruption de l'A75.

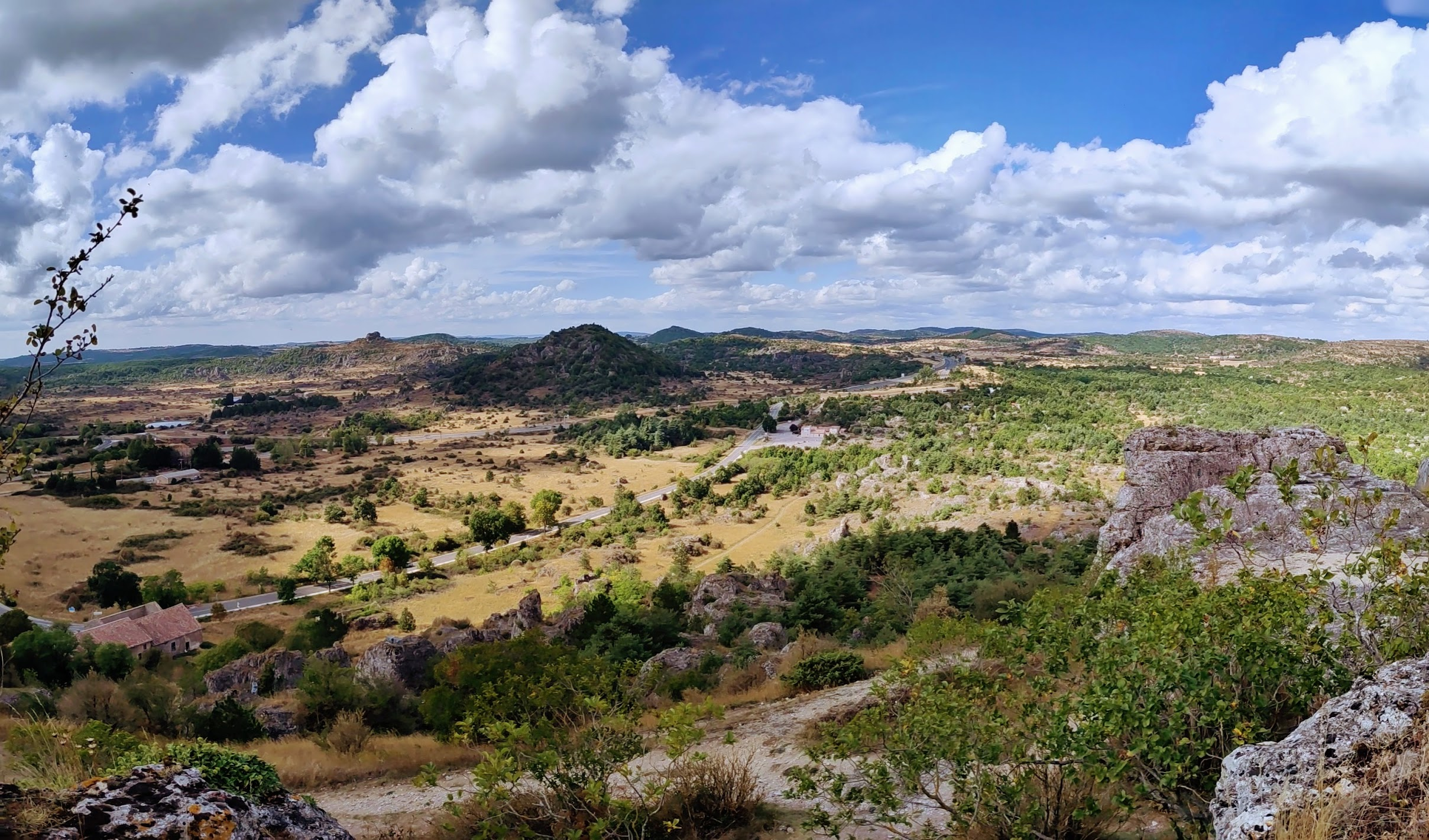
Ancienne RN 9 (RD 609, au premier plan) et A 75 (au second plan) vues depuis le sommet du Caylar. Le paysage est typique du Causse du Larzac.

### De Béziers au Perthus
Elle est dédoublée par l'autoroute A9 à partir de Béziers.
Les communes traversées sont :
- Nissan-lez-Enserune
- Coursan (km 483)
- Narbonne (km 489) (la RD 6009 fait partie de la rocade)
- Peyriac-de-Mer
- Sigean (km 510) (contournée)
- La Palme
- Fitou
- Salses-le-Château (km 536)
- Pia
- Perpignan (km 553)
- Pollestres
- Villemolaque
- L'Oliu, commune de Banyuls-dels-Aspres
- Le Boulou (km 580)
- Le Perthus (km 589)
- Col du Perthus, frontière avec l'Espagne (km 590)

Raccordement avec la N-II qui se dirige vers Barcelone, Saragosse et Madrid.

#### Rocade de Narbonne
Section partiellement dénivelée aux caractéristiques hétérogènes allant de 2x1 voies non séparées à 2+1 voies séparées
- Carrefour giratoire avec l'avenue Carnot vers Narbonne-Plage, Gruissan, Gare et Razimbaud
- Passage au-dessus de la ligne de Narbonne à Port-Bou
- Carrefour giratoire  avec la RD 13 vers Capestang, Cuxac-d'Aude, Narbonne-centre et Quai d'Alsace
- Carrefour giratoire  vers Bougna, Saint-Salvayre, Oppidum de Montlaures
- Carrefour giratoire  avec la RD607 vers Marcorignan, Moussan, Névian, Narbonne-centre, Saint-Salvayre, Z.I. Malvezy, Cimetière de l'Ouest.
- Carrefour giratoire vers Saint-Jean-Saint-Pierre, Saint Salvayre, Parc de la Campane
- RD 6113 vers Carcassonne, Montredon-des-Corbières et Lézignan-Corbières
- 1 vers Hauts de Narbonne, Z.I. Plaisance, Les Fours à Chaux
- vers l'autoroute A9 (Perpignan, Toulouse, Montpellier) , Narbonne-centre, Z.I. Plaisance
- vers Croix Sud
- Carrefour giratoire  vers La Coupe, Les Hauts de Narbonne, Pôle de Santé, Croix Sud
- vers Gymnase, Plaine de Jeux
- Carrefour giratoire avec la RD 105 vers Bages, Montplaisir, Rochegrise
- vers Rochegrise (sens S-N uniquement)

#### Contournement de Sigean
Section dénivelée en 2+1 voies non séparées
- vers Hameau du Lac
- RD 2009 vers Sigean (demi-échangeur desservant sens S-N uniquement)
- RD 6139 vers Narbonne, Perpignan, Portel-des-Corbières et Sigean
- vers Sigean (sens S-N uniquement)
- RD 6139 vers Port-la-Nouvelle, Sigean

#### Contournement de Salses-le-Château
Section dénivelée en 2x1 voies séparées
- Carrefour giratoire avec la RD 87 vers Salses-le-Château
- RD 11  vers Saint-Hippolyte, Salses-le-Château

#### Pénétrante Nord de Perpignan
Section en 2x2 voies séparées totalement déviées
- 1-2 RD 83 vers l'autoroute A9, Canet-en-Roussillon, Le Barcarès, Saint-Laurent-de-la-Salanque, Rivesaltes-Pôles Économiques, Espace Roussillon
- 3 RD 614 vers Rivesaltes-centre
- 4 RD 12 vers Pia, Rivesaltes-centre
- 5 RD 88 vers Espace Polygone - Secteur Commercial (pas d'entrée sens N-S)
- 6 RD 82 vers Espace Polygone-Secteur Industriel, Centre Hospitalier, Stade A. Giral
- 7 RD 117 vers Foix, Tautavel, Saint-Estève-z.a., Haut-Vernet, Aéroport, Centre hospitalier
- 8 vers Perpignan-centre (demi-échangeur)
- 9 RD 616 vers Saint-Estève-centre, Moyen Vernet, Bas Vernet

Passage à 2x1 voies séparées avec ronds-points pour franchir la Têt avant de rejoindre immédiatement après le pont le contournement ouest de Perpignan.

#### Contournement ouest de Perpignan
Section hétérogène successivement en 2x2 voies séparées et 2x1 voies séparées ou non, les croisements majeurs se font sous forme de diffuseurs ou de carrefours giratoires, les autres croisements sont totalement déviés.
- Carrefour giratoire avec l'avenue de Prades vers Saint Assiscle et la clinique Saint-Pierre ainsi qu'avec le Boulevard Edmond Michelet vers Perpignan-centre, Canet-en-Roussillon et Gares.
- RN 116 vers Andorre-la-Vieille, Prades, Le Soler, Saint-Estève, Baho, Parc Ducup, Saint-Assiscle, La Gare
- Carrefour giratoire avec la rue Léon Foucault ainsi qu'avec l'avenue de Milan vers la Plateforme Pyrénées-Méditerranée et le Marché de Production de Perpignan
- Passage au-dessus de la LGV Perpignan-Figueras
- Saint Charles - International, Secteur Néoulous, Secteur J. Panchot
- Carrefour giratoire avec la RD 612A vers Canohès, Ponteilla, Thuir, Toulouges ainsi qu'avec l'autoroute A9 vers Barcelone, Gérone, Le Boulou et Narbonne
- vers le Domaine Sainte-Barbe
- Carrefour giratoire avec l'avenue du docteur Jean-Louis Torreilles vers Saint Assiscle et avec le Chemin de Mailloles vers le centre pénitentiaire
- Carrefour giratoire avec la RD73 vers Serrat d'En Vaquer, Centre Commercial, Mailloles, Centre-ville
- Carrefour giratoire avec l'Avenue d'Espagne (ancien tracé à travers Perpignan) vers Perpignan-centre et Université ainsi qu'avec la RD 914 vers Argelès-sur-Mer, Elne, Moulin à Vent et Espace automobile[32].

#### Voie express de Perpignan à Banyuls-dels-Aspres
Section hétérogène successivement en 2x2 voies séparées, 2x1 voies séparées et non séparées et 2+1 voies séparées, les croisements majeurs se font sous forme de diffuseurs ou de carrefours giratoires, les croisement mineurs ne sont pas déviés et sont des carrefours ou la RD900 est toujours prioritaire.
- Carrefour giratoire avec l'Avenue d'Espagne (ancien tracé à travers Perpignan) vers Perpignan-centre et Université ainsi qu'avec la RD 914 vers Argelès-sur-Mer, Elne, Moulin à Vent et Espace automobile.
- Centre commercial (sortie et entrée uniquement sens nord-sud – hauteur limitée à 2,00 m.)
- Services départementaux, Centre Commercial, Porte d'Espagne, Catalunya
- C21 Villeneuve-de-la-Raho, Lac de la Raho, Cimetière du Sud
- Le Clos des Aspres
- Carrefour giratoire avec la RD39 vers Ponteilla, Canohès, Villeneuve-de-la-Raho, Lac de la Raho
- Pollestres, Les Fornils
- Carrefour giratoire avec le C2 vers Pou de Gel, Mas de Garria (Emmaüs), Clos St Georges
- RD 612 vers Elne, Bages, Trouillas, Thuir
- Mas Sabola (sens S-N desservi seulement)
- Carrefour giratoire  avec la RD2 vers Fourques, Passa, Villemolaque, Saint-Jean-Lasseille, Le Monastir del Camp
- Carrefour giratoire  avec la RD40 vers Tresserre, Banyuls-dels-Aspres et l'Aire du Village Catalan[32]

#### Contournement du Boulou
Section dénivelée (sauf ronds-points) à 2x1 voies séparées
- Carrefour giratoire avec l'ancien tracé de la RN vers Le Boulou-Grand Centre
- Carrefour giratoire vers Correc Douille (desserte inachevée)
- Pont sur le chemin de fer d'Elne à Arles-sur-Tech
- Carrefour giratoire avec la RD115 vers Prats-de-Mollo-La-Preste, Amélie-les-Bains, Céret et Saint-Jean-Pla-de-Corts ainsi qu'avec une route non nommée vers Mas de Chambon[32].

## Antennes
- La RN 9A reliait Gannat à Vichy. Ancien nom de la RN 9BIS. À la suite de la réforme de 1972, la RN 9A a été renommée RN 209 (voir ci-dessous) et dès 2006, la RN 209 est déclassée RD 2209 ;
- La RN 9B : antenne de Sigean ;
- La RN 9EMBT : embranchement de la RN 9 de Gannat à Vichy, avant de s’appeler RN 9A ;
- La RN 9C reliait Sigean à Port-la-Nouvelle, dans l’Aude. La RN 9C est devenue RN 139 puis RD 6139 ;
- La RN 109 relie Ceyras à Montpellier. Elle est progressivement remplacée par l’A750 antenne de l’A75.
- La RN 119 traversait la ville de Clermont-Ferrand ; elle est devenue RD 69.
- La RN 139 reliait Sigean à Port-la-Nouvelle. Elle est devenue RD 6139.
- La RN 209 relie Gannat à Varennes-sur-Allier via Vichy. Elle est devenue RD 2209 sauf à partir de Creuzier-le-Neuf.

## Sites remarquables
- Aigueperse, Cité historique
- Centre d'essais Michelin à Gerzat (km 87)
- Clermont-Ferrand : Cathédrale Notre-Dame-de-l'Assomption
- Plateau de Gergovie
- Saint-Flour, cité des vents
- Viaduc de Garabit
- Viaduc de Millau

## Lieux sensibles
La route nationale 9, avant son déclassement, était très accidentogène dans le département du Puy-de-Dôme avec trois zones d'accumulation d'accidents, 19 accidents et 9 morts au sud de Riom (avec plus de 38 000 véhicules par jour en 2004) entre le 1er juillet 2000 et le 30 juin 2005.
Plusieurs personnalités ont trouvé la mort dans des accidents arrivés sur la RN 9 :
- en 1950, le père de la 2CV, Pierre Boulanger, à Broût-Vernet dans l'Allier ;
- en 1965, dans le même département, le peintre Jean Aujame à Chemilly ;
- en 1973, l'humoriste Fernand Raynaud, en 1973, au Cheix (Puy-de-Dôme).